# Río Cupatitzio
El río Cupatitzio es un río del interior de México, un afluente del río Balsas que discurre por el estado de Michoacán y que acaba desembocando en la presa El Infiernillo. Su nombre viene de un vocablo de la lengua purépecha que significa «río que canta», esto de acuerdo al sonido de sus aguas al pasar por las piedras y su camino. Es famoso por su flora y su agua cristalina, así como también por la leyenda de la rodilla del diablo, un relato autóctono de la región de Uruapan. El Cupatitzio es el río más importante del occidente de Michoacán, que gracias a él ha desarrollado una importante producción agrícola y posee una exuberante vegetación.
Nace en el parque nacional Barranca del Cupatitzio. Al lugar exacto del nacimiento del río Cupatitzio se le llama La rodilla del Diablo, una poza de 3 m de profundidad, donde los niños del lugar solicitan monedas para echarse clavados y buscarlas en el fondo, a una altura aproximada de 1600 m sobre el nivel del mar. Atraviesa todo el parque, generando infinidad de fuentes brotantes, baja poco a poco ya fuera de la ciudad de Uruapan, hasta topar con una barranca que da lugar a la cascada de la Tzaráracua, es embalsado en una presa, para posteriormente ir a regar el valle de Lombardía.
Este parque, además de agua en abundancia, está lleno de vegetación entre templada y tropical, ya que está ubicada en la ciudad de Uruapan, que es la puerta de entrada de la región de Tierra Caliente, a 110 km de Morelia, capital del estado de Michoacán, y al poniente de la Ciudad de México (400 km aprox.).
- Datos: Q5194435
- Multimedia: Cupatitzio River / Q5194435